# Powiat Sennan
Powiat Sennan (jap. 泉南郡 Sennan-gun) – powiat w Japonii, w prefekturze Osaka. W 2024 roku liczył 65 482 mieszkańców.

## Miejscowości
- Kumatori
- Misaki
- Tajiri